# イブラヒム・イスカンダル
イブラヒム（マレー語: إبراهيم）は、マレーシア・ジョホール州のスルターン（在位：2010年1月23日 - ）。マレーシアの第17代国王（在位：2024年1月31日 - ）。
2023年10月27日、第16代マレーシア国王アブドゥラの任期満了に先立ち、開かれた統治者会議において国王に選出され、翌年1月31日の式典で正式に即位した。

## 経歴
ジョホール州王太子（当時）のイスカンダル・イブニとイギリス人女性のジョゼフィーヌ・ルビー・トレボロウ（マレー語: ハルソム・ビンティ・アブドゥラ、Khalsom binti Abdullah）の長男として誕生した。しかし、両親は1962年に離婚。同年に、父のイスカンダル・イブニは継母のトゥンク・プアン・ザナリアと再婚した。
1968年から1970年まで、シドニーにあるトリニティ・グラマー・スクールで中等教育を受けた。イブラヒムはアメリカのジョージア州の駐屯地フォート・ベニング、ノースカロライナ州の駐屯地フォート・ブラッグで軍事訓練をうけた。
1981年7月3日にジョホール州皇太子に任命され、ジョホール州のパシル・ペランギ宮殿で居住することとなった。
フィリピンの政治家であり、父王の親友だったベニグノ・アキノ・ジュニアが暗殺される直前に、イブラヒムはシンガポール・チャンギ国際空港に到着したアキノを出迎えた。その後、マレーシアにいる父王の元へ連れて、会談を行っている。
2010年に父王の死後、ジョホール州スルターンに即位。5年後の3月23日に載冠式を行った。即位直後から宗教的節度を提唱することで知られており、マレーシアのイスラム文化がアラブ化と混合していくことを批判している。2016年1月1日には、ジョホール州全土での電子タバコ販売禁止の法令を健康の保全を理由に布告した。
2019年1月にはマハティール・ビン・モハマド首相と会談した。
2024年1月6日にイブラヒムは、同年1月31日に国王に即位するまで、予定されていた謁見を王室との時間を大切にすることを理由に拒否すると布告した。

## 家族
自身の妹であるアジザ・アミナ・マイムナ・イスカンダリアは、第16代国王であるアブドゥラと1986年に婚姻した。